# Fidelio
Fidelio, op. 72, er Beethovens eneste opera. Den er komponeret 1804-1805 og revideret i 1806 og igen i 1814. Den bar oprindelig titlen Leonore.  Handlingen udspiller sig i et statsfængsel i Spanien, omkring år 1600.